# Harku-tó
A Harku-tó (észtül Harku järv) Észtország fővárosában, Tallinnban található tó. Haabersti-tó (Haabersti järv), Loodjärv és Argo-tó (Argo järv) néven is ismert. Tallinn nyugati részén, Haabersti kerületében, a Balti-tengertől 3 km-re fekszik. Területe 1,64 km². Átlagos vízmélysége 1,6 m, legnagyobb mélysége 2,5 m. A vízfelszín 0,9 m-re található a tengerszint fölött. Vízgyűtő területe 47,17 km². A tavat a Harku-patak táplálja. Lefolyása a Finn-öbölbe torkolló Tiskre-patak.
A tó helyén régen tenger volt. A földfelszín emelkedése miatt mintegy kétezer évvel ezelőtt a tenger visszahúzódott és a felszínre emelkedett mélyedésben tó jött létre. A tó fenekét 2–3 m vastagságú kőzetliszt fedi.
A tó népszerű horgászhely Tallinnban. Halban gazdag állóvíz, jellemző halai dévérkeszeg, bodorka, sügér, csuka, compó, dubrincs és angolna. A tavon jelentős vízi sportélet zajlik, télen pedig a befagyott tó népszerű korcsolyázóhely. Partján strand működik, amely Tallinn egyetlen édesvízi, tavi strandja.

## Galéria
- A tó légi felvételen
- Evezőspálya a tavon
- Naplemente a tó fölött
- Strand a Harku-tó parján